# 뤼시엔 드릴

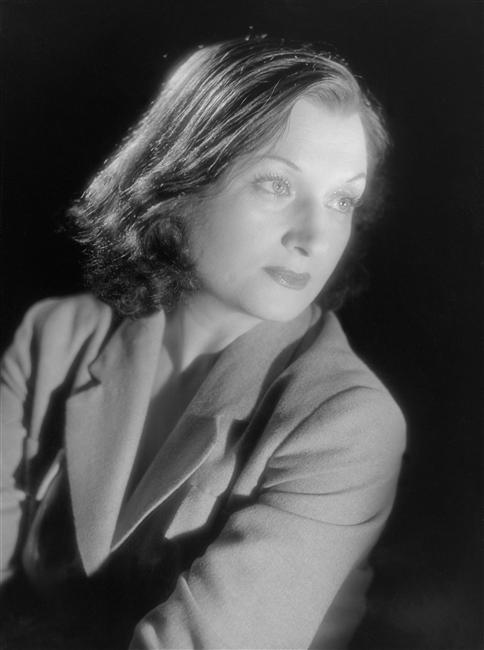

뤼시엔 드릴(Lucienne Delyle, 1917년 4월 16일 ~ 1962년 4월 10일)은 파리에서 태어난 여성가수이다. 일찍부터 부모를 잃어, 숙모의 손에서 자랐다. 1939년에 아마추어 콩쿠르에서 1위를 차지하고 가수로서 데뷔하였다. 1944년, 트럼페터의 에이메 발레리와 결혼하였다. 1947년에   <나를 안아주오>로 디스크 대상을 획득하였으며, 1957년에는 <자바>로 ADF 디스크 대상을 받았다. 그러나 이 해에 백혈병으로 쓰러져, 투병생활의 보람도 없이 몬테카를로의 병원에서 사망하였다.